# Intelsat IVA

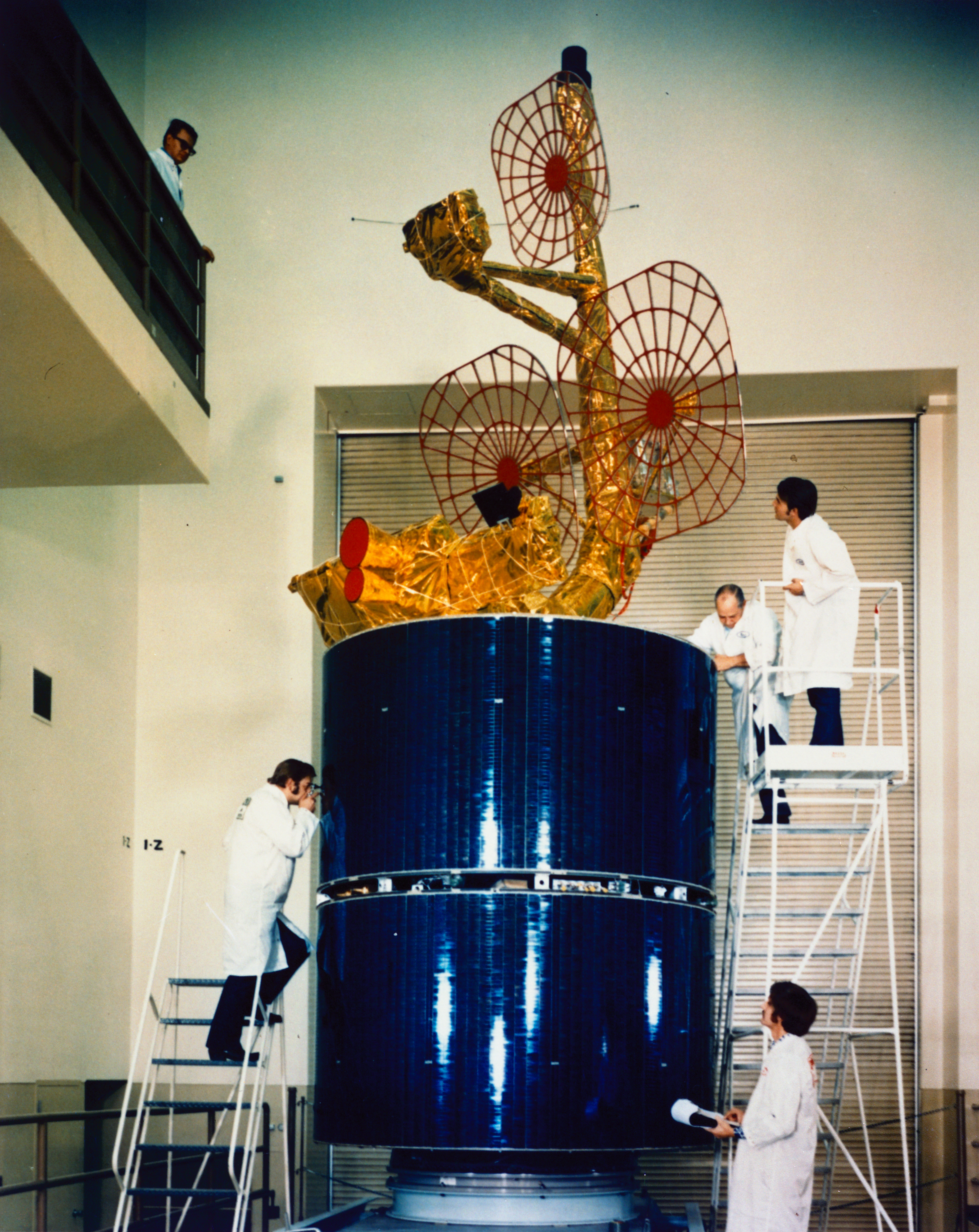
Um satélite da série Intelsat IVA.

A série de satélite Intelsat IVA foram uma frota de satélites de comunicações geoestacionários pertencentes à Intelsat, empresa estabelecida em Luxemburgo. Todos os satélites da série eram dedicados a fornecer transmissões de televisão.

## História
A série Intelsat IVA era constituída por seis satélites, eles foram adquiridos a partir da Hughes Aircraft Company, que construiu a série baseado na plataforma Intelsat IV. O primeiro dos seis satélites, o Intelsat IVA F-1,  foi lançado para o espaço em 26 de setembro de 1975, por meio de um veículo de lançamento do tipo Atlas SLV-3D Centaur-D1AR a partir da Estação da Força Aérea de Cabo Canaveral, na Flórida, EUA. Dos seis satélites apenas o do quarto lançamento (curiosamente chamado de F-5) não teve um lançamento bem sucedido, devido há uma fuga de gás no gerador do motor durante o arranque. O sexto satélite possuía 826 kg, no início, apenas cerca da metade da massa dos outros satélites.

## Características
Os satélites tinham uma estimativa de vida útil de sete anos. Os satélites eram estabilizados por rotação e possuía um formato de cilindro, com 2,38 metros de diâmetro e 2,8 metros de comprimento, que foram instalados no lado de fora cerca de 17.000 células solares para o fornecimento de energia. Eles eram equipados com 20 transponders em banda C com capacidade para transmitir dois dispositivos de televisão ou 7.250 chamadas telefônicas ao mesmo tempo. Em relação à geração Intelsat IV teve antenas melhores e 20 em vez de 12 transponders, a capacidade de transmissão foi quase duplicada.

## Satélites
| Satélite         | Data do lançamento     | Veículo de lançamento     | Estado    | Nota |
| ---------------- | ---------------------- | ------------------------- | --------- | --- |
| Intelsat IVA F-1 | 26 de setembro de 1975 | Atlas SLV-3D Centaur-D1AR | Inativo   | |
| Intelsat IVA F-2 | 29 de janeiro de 1976  | Atlas SLV-3D Centaur-D1AR | Inativo   | |
| Intelsat IVA F-3 | 7 de janeiro de 1978   | Atlas SLV-3D Centaur-D1AR | Inativo   | |
| Intelsat IVA F-4 | 26 de maio de 1977     | Atlas SLV-3D Centaur-D1AR | Inativo   | |
| Intelsat IVA F-5 | 30 de setembro de 1977 | Atlas SLV-3D Centaur-D1AR | Fracassou | Lançamento fracassado. Um vazamento de gás causou um incêndio no compartimento do motor do Atlas, deixando o veículo fora controle. |
| Intelsat IVA F-6 | 31 de março de 1978    | Atlas SLV-3D Centaur-D1AR | Inativo   | |